# Casa Palacio Azcárate Marutegui
El Palacio Azcárate Marutegui o Azkarate-Marutegi ( actualmente conocido como Casa de Aguirrebeña)situado en el centro de la localidad de Vergara, Guipúzcoa, es un edificio de estilo renacentista, es parte del casco histórico de Vergara y fue construido en el siglo XVI. 

Ubicado en el número 4 de la calle San Pedro, y cerca de los juzgados de Vergara y de la Torre  del Olaso.En 1541, la casa fue residencia principal de la alcaldía fundada por Juan Martínez de Marutegui y Azcárate, jefe de contabilidad de los reyes de Castilla.

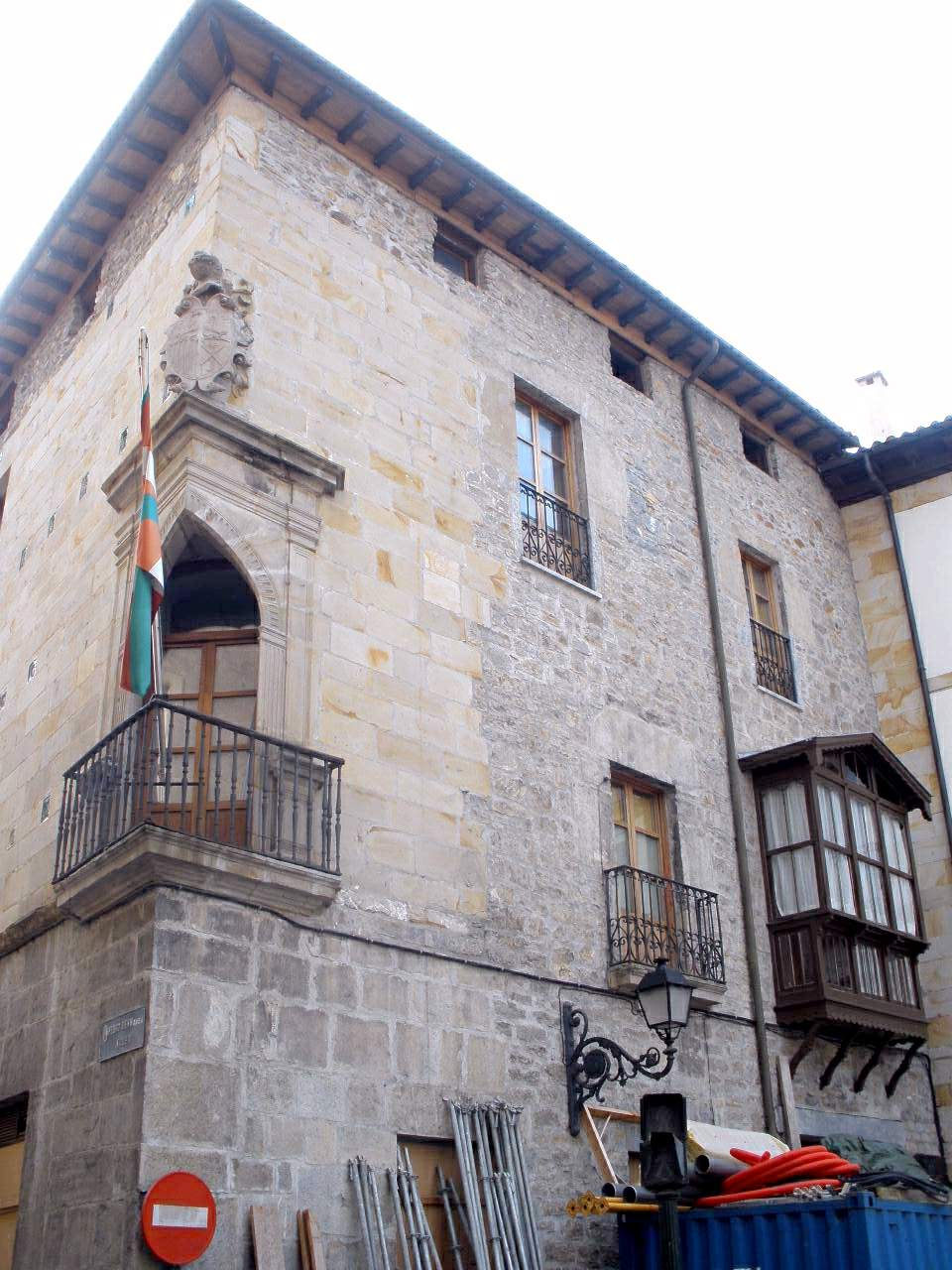

## Historia
Se le da el nombre por Juan de Marutegui y Azcárate, descendiente de la Casa solar de Azcárate, una de las más antiguas de Vergara, hidalgos de la Edad Media donde se sabe que para 1455 la casa estaba habitada por Juan García de Azcárate patriarca de la familia Azcárate y dueño de la casa solariega. Por lo cual fue llamada de casa Azcárate y luego Casa Palacio de Azcárate Marutegui.
La Casa de Azcárate era nobleza guipuzcoana.
Juan de Marutegui y Azcárate, o también llamado Joan de Vergara y Azcárate fue nombrado en 1539 por el emperador Carlos V como oidor de contos reales, maestro y juez de finanzas en el Reino de Navarra y Contador en los Ejércitos Imperiales de Carlos V en Italia junto al marqués del Vasto por merced real expedida por Juan Bázquez de Molina, secretario de Carlos V.
En 1549 Marutegui emprende las obras de reconstrucción de la casa palacio, entre otras cosas realizó la construcción de la ventana angular en la esquina del palacio, inspiración sacada de construcciones que el contador vio en Valladolid, aquellas innovaciones estilísticas empezaron a difundirse ampliamente durante el renacimiento español.
Posteriormente, en el siglo XVII se construye el representativo balcón del edificio, que perdura hasta hoy y que sustituyó la ventana anteriormente mencionada.
La familia Azcárate era nobleza guipuzcoana, con derecho a tener cabo de armería y escudo heráldico